# Turn- und Sportgemeinschaft 1899 Hoffenheim 2016-2017
Questa voce raccoglie le informazioni riguardanti il Turn- und Sportgemeinschaft 1899 Hoffenheim nelle competizioni ufficiali della stagione 2016-2017.

## Stagione
Nella stagione 2016-2017 l'Hoffenheim, allenato da Julian Nagelsmann, concluse il campionato di Bundesliga al 4º posto. In coppa di Germania l'Hoffenheim fu eliminato al secondo turno dal Colonia.

## Rosa 2016-2017
Rosa aggiornata al 31 ottobre 2016
| N. |                                 | Ruolo | Calciatore       |
| -- | ------------------------------- | ----- | ---------------- |
| 1  | Germania (bandiera)             | P     | Oliver Baumann   |
| 3  | Rep. Ceca (bandiera)            | D     | Pavel Kadeřábek  |
| 4  | Bosnia ed Erzegovina (bandiera) | D     | Ermin Bičakčić   |
| 5  | Svizzera (bandiera)             | D     | Fabian Schär     |
| 6  | Germania (bandiera)             | C     | Sebastian Rudy   |
| 7  | Germania (bandiera)             | C     | Lukas Rupp       |
| 8  | Polonia (bandiera)              | C     | Eugen Polanski   |
| 9  | Cile (bandiera)                 | A     | Eduardo Vargas   |
| 11 | Svezia (bandiera)               | C     | Jiloan Hamad     |
| 13 | Germania (bandiera)             | C     | Kerem Demirbay   |
| 14 | Germania (bandiera)             | A     | Sandro Wagner    |
| 15 | Germania (bandiera)             | D     | Jeremy Toljan    |
| 16 | Svizzera (bandiera)             | C     | Pirmin Schwegler |
| 17 | Svizzera (bandiera)             | C     | Steven Zuber     |

| N. |                          | Ruolo | Calciatore       |
| -- | ------------------------ | ----- | ---------------- |
| 18 | Germania (bandiera)      | C     | Nadiem Amiri     |
| 19 | Germania (bandiera)      | A     | Mark Uth         |
| 20 | Corea del Sud (bandiera) | D     | Kim Jin-su       |
| 21 | Germania (bandiera)      | D     | Benjamin Hübner  |
| 22 | Germania (bandiera)      | C     | Kevin Vogt       |
| 23 | Germania (bandiera)      | C     | Marco Terrazzino |
| 25 | Germania (bandiera)      | D     | Niklas Süle      |
| 27 | Croazia (bandiera)       | A     | Andrej Kramarić  |
| 28 | Ungheria (bandiera)      | A     | Ádám Szalai      |
| 30 | Germania (bandiera)      | C     | Philipp Ochs     |
| 32 | Germania (bandiera)      | D     | Dennis Geiger    |
| 33 | Germania (bandiera)      | P     | Alexander Stolz  |
| 34 | Turchia (bandiera)       | C     | Barış Atik       |
| 36 | Svizzera (bandiera)      | P     | Gregor Kobel     |

### Staff tecnico
| Allenatore:           | Julian Nagelsmann                                |
| Vice-Allenatore:      | Matthias Kaltenbach, Alfred Schreuder            |
| Allenatore Portieri:  | Michael Rechner                                  |
| Preparatore Atletico: | Otmar Rösch, Christian Weigl, Christian Neitzert |

## Risultati

### Bundesliga

#### Girone di andata
| Arbitro: | Stieler |

|                  |           |                         |
| Rupp 55’ Uth 83’ | Marcatori | 58’ Kaiser 90’ Sabitzer |

| Arbitro: | Schmidt |

|                                            |           |                                    |
| de Blasis 3’, 23’ Córdoba 27’ Öztunalı 42’ | Marcatori | 39’ Wagner 71’, 72’ Uth 84’ Szalai |

| Sinsheim 17 settembre 2016, ore 15:30 CEST 3ª giornata | Hoffenheim | 0 – 0 referto | Wolfsburg | Wirsol Rhein-Neckar-Arena (23 295 spett.)\| Arbitro: \| Perl \| |
| Arbitro:                                               | Perl       |               |           |                                                                 |

| Arbitro: | Willenborg |

|             |           |              |
| Olijnyk 90’ | Marcatori | 46’ Kramarić |

| Arbitro: | Welz |

|                       |           |                  |
| Kramarić 17’ Rupp 41’ | Marcatori | 4’ Choupo-Moting |

| Arbitro: | Kampka |

|                       |           |                         |
| Hinterseer 90’ (rig.) | Marcatori | 11’ Wagner 35’ Demirbay |

| Arbitro: | Aytekin |

|                                |           |                   |
| Wagner 34’ Kramarić 81’ (rig.) | Marcatori | 78’ Niederlechner |

| Arbitro: | Dankert |

|  |           |                                   |
|  | Marcatori | 15’ Demirbay 49’ Wagner 60’ Zuber |

| Arbitro: | Cortus |

|          |           |  |
| Süle 31’ | Marcatori |  |

| Arbitro: | Schmidt |

|                  |           |              |
| Zuber 34’ (aut.) | Marcatori | 16’ Demirbay |

| Arbitro: | Hartmann |

|                      |           |                       |
| Wagner 45’ Zuber 49’ | Marcatori | 28’ Kostić 61’ Müller |

| Arbitro: | Aytekin |

|            |           |           |
| Dahoud 25’ | Marcatori | 53’ Amiri |

| Arbitro: | Perl |

|                                   |           |  |
| Wagner 8’, 67’ Toljan 39’ Uth 89’ | Marcatori |  |

| Francoforte sul Meno 9 dicembre 2016, ore 20:30 CET 14ª giornata | Eintracht Francoforte | 0 – 0 referto | Hoffenheim | Commerzbank-Arena (47 000 spett.)\| Arbitro: \| Dingert \| |
| Arbitro:                                                         | Dingert               |               |            |                                                            |

| Arbitro: | Brand |

|                   |           |                          |
| Uth 3’ Wagner 20’ | Marcatori | 11’ Götze 48’ Aubameyang |

| Arbitro: | Cortus |

|            |           |            |
| Wagner 26’ | Marcatori | 87’ Gnabry |

| Arbitro: | Schmidt |

|  |           |                         |
|  | Marcatori | 47’ Wagner 64’ Kramarić |

#### Girone di ritorno
| Arbitro: | Stark |

|                         |           |           |
| Werner 38’ Sabitzer 77’ | Marcatori | 18’ Amiri |

| Arbitro: | Winkmann |

|                                       |           |  |
| Uth 5’ Terrazzino 81’ Szalai 86’, 90’ | Marcatori |  |

| Arbitro: | Siebert |

|                       |           |           |
| Arnold 50’ Didavi 73’ | Marcatori | 26’ Zuber |

| Arbitro: | Brych |

|                          |           |  |
| Kramarić 64’, 90’ (rig.) | Marcatori |  |

| Arbitro: | Aytekin |

|           |           |          |
| Schöpf 5’ | Marcatori | 79’ Rudy |

| Arbitro: | Dankert |

|                                                  |           |                           |
| Rudy 17’ Szalai 62’, 79’ Kramarić 77’ Hübner 88’ | Marcatori | 38’ Cohen 60’ (aut.) Süle |

| Arbitro: | Stark |

|             |           |              |
| Philipp 56’ | Marcatori | 60’ Kramarić |

| Arbitro: | Gräfe |

|            |           |  |
| Wagner 62’ | Marcatori |  |

| Arbitro: | Brand |

|             |           |                                   |
| Pekarík 32’ | Marcatori | 39’ (rig.), 86’ Kramarić 76’ Süle |

| Arbitro: | Stegemann |

|              |           |  |
| Kramarić 21’ | Marcatori |  |

| Arbitro: | Zwayer |

|               |           |                     |
| Hunt 25’, 75’ | Marcatori | 35’ (rig.) Kramarić |

| Arbitro: | Dingert |

|                                          |           |                                       |
| Szalai 9’, 24’ Demirbay 58’, 89’ Uth 75’ | Marcatori | 31’ Vestergaard 35’ Stindl 78’ Dahoud |

| Arbitro: | Fritz |

|                 |           |              |
| Bittencourt 58’ | Marcatori | 90’ Demirbay |

| Arbitro: | Perl |

|            |           |  |
| Hübner 90’ | Marcatori |  |

| Arbitro: | Brych |

|                        |           |                     |
| Reus 4’ Aubameyang 82’ | Marcatori | 86’ (rig.) Kramarić |

| Arbitro: | Siebert |

|                                      |           |                                                    |
| Selassie 59’ Bargfrede 86’ Bauer 90’ | Marcatori | 7’ Szalai 11’, 49’ Kramarić 40’ Zuber 51’ Bičakčić |

| Sinsheim 20 maggio 2017, ore 15:30 CEST 34ª giornata | Hoffenheim | 0 – 0 referto | Augusta | Wirsol Rhein-Neckar-Arena (30 150 spett.)\| Arbitro: \| Fritz \| |
| Arbitro:                                             | Fritz      |               |         |                                                                  |

### Coppa di Germania
| Arbitro: | Schütz |

|  |           |                                                    |
|  | Marcatori | 18’, 32’, 79’ Kramarić 21’ Rudy 43’ Uth 90’ Wagner |

| Arbitro: | Fritz |

|                       |           |           |
| Risse 36’ Modeste 91’ | Marcatori | 8’ Hübner |

## Statistiche

### Statistiche di squadra
| Competizione      | Punti | In casa | In casa | In casa | In casa | In casa | In casa | In trasferta | In trasferta | In trasferta | In trasferta | In trasferta | In trasferta | Totale | Totale | Totale | Totale | Totale | Totale | DR  |
| Competizione      | Punti | G       | V       | N       | P       | Gf      | Gs      | G            | V            | N            | P            | Gf           | Gs           | G      | V      | N      | P      | Gf     | Gs     | DR  |
| ----------------- | ----- | ------- | ------- | ------- | ------- | ------- | ------- | ------------ | ------------ | ------------ | ------------ | ------------ | ------------ | ------ | ------ | ------ | ------ | ------ | ------ | --- |
| Bundesliga        | 62    | 17      | 11      | 6       | 0       | 35      | 14      | 17           | 5            | 8            | 4            | 29           | 23           | 34     | 16     | 14     | 4      | 64     | 37     | +27 |
| Coppa di Germania | -     | 0       | 0       | 0       | 0       | 0       | 0       | 2            | 1            | 0            | 1            | 7            | 2            | 2      | 1      | 0      | 1      | 7      | 2      | +5  |
| Totale            | -     | 17      | 11      | 6       | 0       | 35      | 14      | 19           | 6            | 8            | 5            | 36           | 25           | 36     | 17     | 14     | 5      | 71     | 39     | +32 |

### Andamento in campionato
| Giornata  | 1 | 2  | 3  | 4  | 5 | 6 | 7 | 8 | 9 | 10 | 11 | 12 | 13 | 14 | 15 | 16 | 17 | 18 | 19 | 20 | 21 | 22 | 23 | 24 | 25 | 26 | 27 | 28 | 29 | 30 | 31 | 32 | 33 | 34 |
| --------- | - | -- | -- | -- | - | - | - | - | - | -- | -- | -- | -- | -- | -- | -- | -- | -- | -- | -- | -- | -- | -- | -- | -- | -- | -- | -- | -- | -- | -- | -- | -- | -- |
| Luogo     | C | T  | C  | T  | C | T | C | T | C | T  | C  | T  | C  | T  | C  | C  | T  | T  | C  | T  | C  | T  | C  | T  | C  | T  | C  | T  | C  | T  | C  | T  | T  | C  |
| Risultato | N | N  | N  | N  | V | V | V | V | V | N  | N  | N  | V  | N  | N  | N  | V  | P  | V  | P  | V  | N  | V  | N  | V  | V  | V  | P  | V  | N  | V  | P  | V  | N  |
| Posizione | 8 | 13 | 10 | 11 | 9 | 7 | 6 | 4 | 3 | 3  | 5  | 6  | 4  | 4  | 3  | 5  | 3  | 5  | 5  | 5  | 4  | 4  | 4  | 4  | 4  | 3  | 3  | 3  | 3  | 4  | 3  | 4  | 4  | 4  |

Legenda:

Luogo: C = Casa; T = Trasferta. Risultato: V = Vittoria; N = Pareggio; P = Sconfitta.

### Statistiche dei giocatori
| Giocatore     | Bundesliga | Bundesliga | Bundesliga  | Bundesliga | Coppa di Germania | Coppa di Germania | Coppa di Germania | Coppa di Germania | Totale   | Totale | Totale      | Totale     |
| Giocatore     | Presenze   | Reti       | Ammonizioni | Espulsioni | Presenze          | Reti              | Ammonizioni       | Espulsioni        | Presenze | Reti   | Ammonizioni | Espulsioni |
| ------------- | ---------- | ---------- | ----------- | ---------- | ----------------- | ----------------- | ----------------- | ----------------- | -------- | ------ | ----------- | ---------- |
| O. Baumann    | 34         | 0          | 1           | 0          | 2                 | 0                 | 0                 | 0                 | 36       | 0      | 1           | 0          |
| G. Kobel      | -          | -          | -           | -          | -                 | -                 | -                 | -                 | -        | -      | -           | -          |
| A. Stolz      | -          | -          | -           | -          | -                 | -                 | -                 | -                 | -        | -      | -           | -          |
| E. Bičakčić   | 18         | 1          | 4           | 0          | 1                 | 0                 | 0                 | 0                 | 19       | 1      | 4           | 0          |
| D. Soares     | -          | -          | -           | -          | -                 | -                 | -                 | -                 | -        | -      | -           | -          |
| B. Hübner     | 25         | 2          | 10          | 0          | 1                 | 1                 | 0                 | 0                 | 26       | 3      | 10          | 0          |
| P. Kadeřábek  | 23         | 0          | 2           | 0          | 1                 | 0                 | 0                 | 1                 | 24       | 0      | 2           | 1          |
| S. Posch      | -          | -          | -           | -          | -                 | -                 | -                 | -                 | -        | -      | -           | -          |
| F. Schär      | 6          | 0          | 2           | 0          | 1                 | 0                 | 0                 | 0                 | 7        | 0      | 2           | 0          |
| N. Süle       | 33         | 2          | 4           | 0          | 1                 | 0                 | 0                 | 0                 | 34       | 2      | 4           | 0          |
| J. Toljan     | 20         | 1          | 1           | 0          | 1                 | 0                 | 0                 | 0                 | 21       | 1      | 1           | 0          |
| K. Vogt       | 31         | 0          | 6           | 0          | 2                 | 0                 | 0                 | 0                 | 33       | 0      | 6           | 0          |
| N. Amiri      | 33         | 2          | 2           | 0          | 1                 | 0                 | 0                 | 0                 | 34       | 2      | 2           | 0          |
| K. Demirbay   | 28         | 6          | 4           | 0          | 1                 | 0                 | 1                 | 0                 | 29       | 6      | 5           | 0          |
| D. Geiger     | -          | -          | -           | -          | -                 | -                 | -                 | -                 | -        | -      | -           | -          |
| P. Ochs       | 3          | 0          | 1           | 0          | 1                 | 0                 | 0                 | 0                 | 4        | 0      | 1           | 0          |
| E. Polanski   | 14         | 0          | 1           | 0          | -                 | -                 | -                 | -                 | 14       | 0      | 1           | 0          |
| S. Rudy       | 32         | 2          | 9           | 0          | 2                 | 1                 | 0                 | 0                 | 34       | 3      | 9           | 0          |
| L. Rupp       | 14         | 2          | 2           | 0          | 2                 | 0                 | 0                 | 0                 | 16       | 2      | 2           | 0          |
| P. Schwegler  | 10         | 0          | 1           | 0          | 1                 | 0                 | 0                 | 0                 | 11       | 0      | 1           | 0          |
| M. Terrazzino | 9          | 1          | 0           | 0          | 1                 | 0                 | 0                 | 0                 | 10       | 1      | 0           | 0          |
| S. Zuber      | 24         | 4          | 2           | 0          | 2                 | 0                 | 0                 | 0                 | 26       | 4      | 2           | 0          |
| A. Kramarić   | 34         | 15         | 1           | 0          | 2                 | 3                 | 0                 | 0                 | 36       | 18     | 1           | 0          |
| Á. Szalai     | 22         | 8          | 2           | 0          | 1                 | 0                 | 1                 | 0                 | 23       | 8      | 3           | 0          |
| M. Uth        | 22         | 7          | 4           | 0          | 1                 | 1                 | 0                 | 0                 | 23       | 8      | 4           | 0          |
| S. Wagner     | 31         | 11         | 3           | 1          | 2                 | 1                 | 1                 | 0                 | 33       | 12     | 4           | 1          |
| B. Atik       | 3          | 0          | 0           | 0          | -                 | -                 | -                 | -                 | 3        | 0      | 0           | 0          |
| E. Vargas     | 5          | 0          | 1           | 0          | 1                 | 0                 | 0                 | 0                 | 6        | 0      | 1           | 0          |